# 古田紹欽
古田 紹欽（ふるた しょうきん、1911年5月22日 - 2001年1月31日）は、日本の仏教学者。仏教・禅を思想面から研究した。学位は、文学博士。

## 人物
岐阜県山県郡下伊自良村大森（現在の山県市大森）に生まれる。父の死後に東光寺、後に慈恩寺で生活。旧制松江高等学校を経て、東京帝国大学文学部印度哲学梵文学科に進学する。卒業後は鈴木大拙に師事した。
禅の思想的研究を進め、特に禅僧の問答集である語録の研究に専念した。北海道大学教授、日本大学教授を歴任し、師・大拙の没後は財団法人松ヶ岡文庫の文庫長を継ぎ、『鈴木大拙全集』ほか関連著書の刊行を行った。
他に出光美術館、日本宗教学会、日本印度学仏教学会の理事を歴任した。禅宗の関連出版で久松真一、柳田聖山、鎌田茂雄と並び、編集委員を多く務めた。

## 略歴
- 1911年 岐阜県山県郡下伊自良村に誕生
- 松江高等学校文科乙類卒業
- 1936年 東京帝国大学文学部印度哲学梵文学科卒業
- 北海道大学教授に就任
- 日本大学文理学部哲学科教授に就任
- 1961年 東京教育大学より文学博士の学位を取得[1]
- 1966年 松ヶ岡文庫長（鎌倉東慶寺そば）に就任
- 1975年 紫綬褒章受章
- 1981年 勲三等瑞宝章受章
- 2001年 示寂

## 主な著作
- 『仏教』（春秋社、1955年）
- 『臨済録の思想』（春秋社、1956年）
- 『無門関』（訳注、角川文庫、1956年）
- 『正法眼蔵随聞記』（訳著、角川文庫、1960年）
- 『日本仏教思想史』（角川書店、1960年）、のち増補版・角川選書
- 『臨済録』（訳注、角川文庫、1962年）
- 『白隠』（二玄社、1962年）
  - 『白隠　禅とその芸術』（読みなおす日本史・吉川弘文館、2015年）
- 『日本仏教思想史の諸問題』（春秋社、1964年）
- 『日常の禅』（実業之日本社、1967年）
- 『禅僧の生死』（春秋社、1971年、新版1997年）
- 『禅のこころ』（平凡社選書、1972年）
- 『正法眼蔵の研究』（創文社、1972年）。電子書籍版：講談社「創文社オンデマンド叢書」
- 『仏教と文学』（創文社、1973年）。電子書籍版：講談社「創文社オンデマンド叢書」
- 『坐禅の精神　名僧のことば』（講談社現代新書、1976年）
- 『仏教の社会的機能に関する基礎的研究』（創文社、1977年）
- 『栄西　興禅護国論・喫茶養生記　日本の禅語録 第1巻』（講談社、1977年、新装版「禅入門1」1994年）
  - 『栄西　喫茶養生記』（講談社学術文庫、2000年）。抜粋版
- 『抜隊　日本の禅語録 第11巻』（講談社、1979年）
- 『遺偈の書』（毎日新聞社、1981年）
- 『日本禅宗史の流れ』（人文書院、1983年）
- 『幾山河  わが禅仏教への道』（講談社、1984年）
- 『仏教とはなにか』（社会思想社、1984年）
- 『風狂反骨の求道者たち』（大蔵出版、1988年）
- 『日本禅宗史の諸問題』（大東出版社、1988年）
- 『芸林臆断』（平凡社、1991年）
- 『仏道入門　四十二章経を読む』（講談社学術文庫、1991年）
- 『仏教の日本的土着』（思文閣出版、1993年）
- 『仏教・その方位と風土』（春秋社、1995年）
- 『美の遺産を考える』（春秋社、1996年）
- 『正法眼蔵とその周辺』（春秋社、1997年）
- 『人生の稽古　生を習い、死を習う』（実業之日本社、1997年）
- 『人生を描く　有と無の境い』（実業之日本社、1997年）
- 『我生きて今ある命を』（思文閣出版、1998年）
- 『聖徳太子と日本人の宗教心』（春秋社、1999年）
- 『茶の湯の心　－茶禅一味の世界－』（禅文化研究所、1999年）
- 『茶の湯とは何か　－禅と茶との間－』（禅文化研究所、2000年）
- 『禅者・歌人・俳人　その宗教と芸術を語る』（大法輪閣、2000年）

新装再刊ほか多数（編著・共著も含む）

### 著作集
- 『古田紹欽著作集』全14巻（講談社、1980-81年）
  - 1 日本仏教思想史
  - 2 禅宗史研究
  - 3 日本の禅思想
  - 4 正法眼蔵の研究
  - 5 近世の禅者
  - 6 禅僧の生死
  - 7 禅と日本文化
  - 8 禅茶の世界
  - 9 禅と芸術
  - 10 仏教と文学
  - 11 求道者の心
  - 12 禅と浄土
  - 13 人間と宗教　
  - 14 百道庵閑話

### 論文
- CiNii>古田紹欽
- INBUDS>古田紹欽

### 記念論集
- 『仏教の歴史的展開に見る諸形態 - 古田紹欽博士古稀記念論集』（創文社、1981年）